# Океаник (III)
«Океа́ник» (англ. Oceanic) — нереализованный проект британской судостроительной верфи «Харленд энд Вулф» по строительству океанского дизель-электрического теплохода для компании «Уайт Стар Лайн». Судно было призвано составить конкуренцию французской «Нормандии» и кунардеру «RMS Queen Mary», но из-за Великой депрессии, постройка была прекращена, а позже вместо «Океаника» были построены (на основе оригинального проекта) два меньших лайнера — «Британник» и «Джорджик».

## История
В конце 1920-х годов «Уайт Стар Лайн» всё ещё страдала из-за потери двух своих самых лучших и больших лайнеров — «Титаника» и «Британника». С потерей этих судов компания перестала быть угрозой своему старому противнику «Кунард Лайн», поскольку, несмотря на наличие «Олимпика» и «Маджестика», компания несла серьёзные финансовые потери, связанные с ремонтом своих судов, которые были уже довольно старыми. Было принято решение построить судно, которое смогло бы отобрать «Голубую ленту Атлантики» у Германии и вернуть «Уайт Стар Лайн» имя, репутацию и прибыль. Конкуренты тоже решили построить свои быстроходные суда следующего поколения: «Френч Лайн» начали разрабатывать тогда еще безымянную «Нормандию», а «Кунард Лайн» — «Куин Мэри».
«Уайт Стар Лайн» подала заказ судостроительной компании «Харланд энд Вулф» на постройку быстроходного океанского лайнера, с запланированным названием «Океаник». Это означало, что лайнер должен был приступить к работе на Североатлантическом маршруте первым из трех судов, что принесло бы «Уайт Стар Лайн» определённую выгоду.
Длина судна не достигала бы 300 метров. На планах «Харланд энд Вулф» указано, что судно было бы в длину 285 метров. Лайнер имел бы водоизмещение около 52 000 тонн, таким образом он был бы размером с лайнеры Северогерманского Ллойда «Бремен» и «Европу».
Корпус судна проектировался для быстроходных рейсов, и лайнер (как полагают некоторые эксперты), возможно, был бы быстрее французской «Нормандии».
Заказ был принят 18 января 1928 года, и строительство началось почти немедленно. Работа была замедлена спором о силовой установке: лорд Килсант, который управлял «Уайт Стар Лайн», хотел использовать дизель-электрические двигатели, которые приводили бы в движение четыре винта, вместо традиционных паровых двигателей. Представители фирмы «Харланд энд Вулф» отказались принять эту систему, и к тому времени, когда все стороны согласились использовать дизеля, судоходный бизнес поразила Великая депрессия. Далее работа над «Океаником» была отложена и позже отменена из-за краха Королевской судоходной почты, владельцев «Уайт Стар Лайн», и (как результат всего вышеперечисленного) финансовых проблем сэра Оуэна Филипса (лорд Килсант). Ссуды, данные правительствами Англии и Северной Ирландии и предназначенные для строительства «Океаника», были отозваны и переданы на строительство последних двух судов «Уайт Стар Лайн»: «Британник» и его почти идентичный брат-близнец — «Джорджик».
Логично предположить, что имея судно, способное завоевать «Голубую ленту Атлантики», «Уайт Стар Лайн» постепенно улучшила бы свою финансовую ситуацию (учитывая, что «Океаник» должен был быть построен первым из трех лайнеров). Конечно, это не вывело бы пароходство из кризиса, и «Уайт Стар Лайн» бы слились с «Кунард Лайн», чей лайнер был брошен полудостроенным на верфи, но в этом случае уже «Уайт Стар Лайн» имели бы контрольный пакет акций.